# Magyar kosárlabdacsapatokban szerepelt NBA-játékosok listája
A magyar férfi kosárlabda-bajnokságban először 1985-ben lépett pályára amerikai játékos. Azóta számos olyan kosárlabdázó volt, aki mind Magyarországon, mind az NBA-ben játszott.

## A kezdetek (1980-as évek)
A magyar férfi kosárlabda-bajnokság első osztályában először 1985. szeptember 28-án lépett pályára amerikai játékos. A Műegyetemi AFC ekkor hazai pályán 90–89-re győzött a Kecskeméti SC ellen, a hazaiaknál a kezdők között kapott helyet Sylvester Norris (22 pont), csereként pedig Bryan Pollard (10 pont) is pályára lépett. Norris három nappal korábban egy Budapesti Honvéd elleni barátságos mérkőzésen már játszott a MAFC színeiben. A két játékos a Műegyetem ösztöndíjasaként az intézmény angol nyelvű képzésében vett részt, fizetésüket az osztrák FESTO cég állta.
A MAFC nem jutott a felsőházba, és végül 7. helyen zárt a bajnokságban. A két játékos csak egy-egy bajnokit hagyott ki, illetve a külföldiekből álló All Star-csapat tagjaként további két mérkőzésen léptek pályára. Norris és Pollard az 1986–87-es idényt is a MAFC-nál töltötték, utóbbit a szezon játékosának választották.
Sylvester Norrist az 1979-es NBA-drafton a San Antonio Spurs kettővel Bill Laimbeer előtt, a harmadik kör tizenkilencedik helyén kiválasztotta, és karrierje során összesen 17 NBA-mérkőzésen lépett pályára. Bryan Pollard a Washington State Cougarsban kosarazott korábban, de az NBA-drafton nem kelt el a játékjoga.
Az 1986–87-es idény alapszakaszában az Oroszlányi Bányásznál pályára lépett a detroiti származású Freddie Bryant, akit barátja, a szintén detroiti Bryan Pollard hozott Magyarországra, ám a MAFC nem tartott igényt játékára. 1987. február 7-én a 83–91-re végződő Oroszlányi Bányász–MAFC bajnokin egyszerre három amerikai játékos is a parkettre lépett. 1989-ben a Körmendi Dózsa Harry Bellt szerződtette.

## Az NBA után az NB I-be igazoló játékosok
Utolsó módosítás: 2024. december 18.
| Név              | Poszt      | NBA-mérkőzések száma | NBA-s klubja(i) | NBA-ben töltött időszak | Magyarországi klubja(i)                                           | Magyarországon töltött időszak |
| ---------------- | ---------- | -------------------- | --- | ----------------------- | ----------------------------------------------------------------- | ------------------------------ |
| Sylvester Norris | Center     | 17                   | San Antonio Spurs | 1979                    | MAFC                                                              | 1985–1987                      |
| Lance Blanks     | Hátvéd     | 142                  | Detroit Pistons, Minnesota Timberwolves                                                                                        | 1990–1993               | Albacomp                                                          | 1997–1998                      |
| Rastko Cvetković | Center     | 14                   | Denver Nuggets | 1995–1996               | Soproni Ászok KC                                                  | 1999–2000                      |
| Clint McDaniel   | Hátvéd     | 12                   | Sacramento Kings | 1996                    | Debreceni Vadkakasok, Univer KSE (Kecskemét), Soproni Ászok-SMAFC | 2001–2004                      |
| Dwayne Whitfield | Erőcsatár  | 8                    | Toronto Raptors | 1996                    | MATÁV Pécs                                                        | 1999–2000                      |
| Randell Jackson  | Erőcsatár  | 28                   | Washington Wizards, Dallas Mavericks                                                                                           | 1999                    | Albacomp                                                          | 2008                           |
| Bruno Šundov     | Center     | 102                  | Indiana Pacers, Boston Celtics, New York Knicks, Dallas Mavericks, Cleveland Cavaliers                                         | 1999–2005               | Jászberényi KSE                                                   | 2014                           |
| Lee Nailon       | Erőcsatár  | 306                  | Charlotte Hornets, New York Knicks, Atlanta Hawks, Orlando Magic, Cleveland Cavaliers, New Orleans Hornets, Philadelphia 76ers | 2000–2006               | Atomerőmű SE                                                      | 2011                           |
| Kasib Powell     | Bedobó     | 11                   | Miami Heat | 2008                    | MJUS Fortress Körmend                                             | 2011–2012                      |
| Willie Warren    | Irányító   | 19                   | Los Angeles Clippers | 2010–2011               | Szolnoki Olaj KK                                                  | 2013–2014                      |
| Billy Garrett    | Dobóhátvéd | 4                    | New York Knicks | 2019                    | Zalakerámia ZTE KK                                                | 2024-                          |

## NB I után az NBA-be igazoló játékosok
Utolsó módosítás: 2024. december 18.
| Név                 | Poszt     | NBA-mérkőzések száma | NBA-s klubja(i)                                   | NBA-ben töltött időszak | Magyarországi klubja(i) | Magyarországon töltött időszak |
| ------------------- | --------- | -------------------- | ------------------------------------------------- | ----------------------- | ----------------------- | ------------------------------ |
| Guy Rucker          | Erőcsatár | 3                    | Golden State Warriors                             | 2002                    | Debreceni Vadkakasok    | 2000–2002                      |
| Rodney McGruder     | Hátvéd    | 317                  | Miami Heat, Los Angeles Clippers, Detroit Pistons | 2017–2023               | Atomerőmű SE            | 2013–2014                      |
| Trey McKinney-Jones | Hátvéd    | 1                    | Indiana Pacers                                    | 2018                    | Egis Körmend            | 2016                           |
| Walter Lemon Jr.    | Irányító  | 11                   | New Orleans Pelicans, Chicago Bulls               | 2018, 2019              | Egis Körmend            | 2014                           |

## Több időszakban az NBA-ben játszó, NB I-ben is pályára lépő játékosok
Utolsó módosítás: 2024. december 18.
| Név            | Poszt     | NBA-mérkőzések száma | NBA-klubja(i) Magyarország előtt | NBA-ben töltött időszak | Magyarországi klubja(i)                                | Magyarországon töltött időszak | NBA-klubjai Magyarország után |
| -------------- | --------- | -------------------- | -------------------------------- | ----------------------- | ------------------------------------------------------ | ------------------------------ | --- |
| Dávid Kornél   | Erőcsatár | 109                  | –                                | 1999–2000, 2000–2001    | Budapesti Honvéd, Malév SC, Budapesti Honvéd, Albacomp | 1987–1997, 1998–1999, 2000     | Chicago Bulls, Toronto Raptors, Detroit Pistons, Cleveland Cavaliers |
| Justin Holiday | Bedobó    | 680                  | Philadelphia 76ers               | 2013, 2015–2024         | Szolnoki Olaj                                          | 2013–2014                      | Golden State Warriors, Atlanta Hawks, Chicago Bulls, New York Knicks, Chicago Bulls, Memphis Grizzlies, Indiana Pacers, Sacramento Kings, Atlanta Hawks, Dallas Mavericks, Denver Nuggets |

## Draftolt, de az NBA-ben pályára nem lépő NB I-es játékosok
Utolsó módosítás: 2024. december 18.
| Név                 | Poszt     | Draft éve | Draftpozíció | Draftoló csapat     | Magyarországi klubja(i)             | Magyarországon töltött időszak |
| ------------------- | --------- | --------- | ------------ | ------------------- | ----------------------------------- | ------------------------------ |
| George Banks        | Bedobó    | 1995      | 2/46         | Miami Heat          | Albacomp, Polaroid Lami-Véd Körmend | 2006-10                        |
| Rod Grizzard        | Hátvéd    | 2002      | 2/39         | Washington Wizards  | Atomerőmű SE                        | 2005-07                        |
| Edin Bavčić         | Erőcsatár | 2006      | 2/56         | Toronto Raptors     | Soproni KC                          | 2015-16                        |
| Ryan Richards       | Center    | 2010      | 2/49         | San Antonio Spurs   | Egis Körmend                        | 2014-15                        |
| Hanga Ádám          | Bedobó    | 2011      | 2/59         | San Antonio Spurs   | Albacomp                            | -2011                          |
| Xavier Thames       | Hátvéd    | 2014      | 2/59         | Toronto Raptors     | Egis Körmend, Debreceni EAC         | 2018-19, 2020-21; 2021-22      |
| Sir'Dominic Pointer | Hátvéd    | 2015      | 2/53         | Cleveland Cavaliers | Alba Fehérvár                       | 2018                           |

## Rokoni kapcsolatok
Utolsó módosítás: 2024. december 18.
| Név                     | Poszt      | Magyarországi klubja(i)                                    | Magyarországon töltött időszak  | Rokon neve              | Kapcsolat    | NBA-klubja(i) |
| ----------------------- | ---------- | ---------------------------------------------------------- | ------------------------------- | ----------------------- | ------------ | --- |
| Pekka Markkanen         | Center     | Zalaegerszegi TE-Goldsun                                   | 1994–1995                       | Lauri Markkanen         | Gyermek      | Chicago Bulls, Cleveland Cavaliers, Utah Jazz                                                                                                   |
| Darryl Parker           | Hátvéd     | Phylaxia-Szolnoki Olaj, Albacomp, ZTE KK, Soproni Ászok KK | 1998–2000, 2000–2001, 2001–2003 | Jabari Parker           | Öcs          | Milwaukee Bucks, Chicago Bulls, Washington Wizards, Atlanta Hawks, Sacramento Kings, Boston Celtics                                             |
| Kaha Sengelija          | Center     | Falco-Írókéz KC                                            | 1999–2000                       | Tornike Sengelija       | Gyermek      | Brooklyn Nets, Chicago Bulls |
| Janis Porziņģis         | Bedobó     | Soproni sÖrdögök                                           | 2005–2006                       | Kristaps Porziņģis      | Öcs          | New York Knicks, Dallas Mavericks, Washington Wizards, Boston Celtics                                                                           |
| Luke Bonner             | Center     | Albacomp                                                   | 2009–2010                       | Matt Bonner             | Báty         | Toronto Raptors, San Antonio Spurs |
| Jibril Hodges           | Irányító   | Atomerőmű SE, Jászberényi KSE                              | 2010–2011                       | Craig Hodges            | Édesapa      | San Diego Clippers, Milwaukee Bucks, Phoenix Suns, Chicago Bulls                                                                                |
| Damian Hollis           | Bedobó     | Alba Fehérvár                                              | 2010–2013                       | Essie Hollis            | Édesapa      | Detroit Pistons |
| Justin Holiday          | Bedobó     | Szolnoki Olaj                                              | 2013-14                         | Jrue Holiday            | Öcs          | Philadelphia 76ers, New Orleans Pelicans, Milwaukee Bucks, Boston Celtics                                                                       |
| Justin Holiday          | Bedobó     | Szolnoki Olaj                                              | 2013-14                         | Aaron Holiday           | Öcs          | Indiana Pacers, Washington Wizards, Phoenix Suns, Atlanta Hawks, Houston Rockets                                                                |
| Alhaji Mohammad         | Hátvéd     | Alba Fehérvár                                              | 2017–2018                       | Nazr Mohammad           | Báty         | Philadelphia 76ers, Atlanta Hawks, New York Knicks, San Antonio Spurs, Detroit Pistons, Charlotte Bobcats, Oklahoma City Thunder, Chicago Bulls |
| Bryton Hobbs            | Irányító   | HÜBNER-Nyíregyháza BS                                      | 2019–2020                       | Jayson Tatum            | Unokatestvér | Boston Celtics |
| Jordon Varnado          | Bedobó     | Egis Körmend                                               | 2019–2020                       | Jarvis Varnado          | Báty         | Boston Celtics, Miami Heat, Chicago Bulls, Philadelphia 76ers                                                                                   |
| Wesley Person Jr.       | Hátvéd     | Egis Körmend                                               | 2020                            | Wesley Person           | Édesapa      | Phoenix Suns, Cleveland Cavaliers, Memphis Grizzlies, Portland Trail Blazers, Atlanta Hawks, Miami Heat, Denver Nuggets                         |
| Wesley Person Jr.       | Hátvéd     | Egis Körmend                                               | 2020                            | Chuck Person            | Nagybáty     | Indiana Pacers, Minnesota Timberwolves, San Antonio Spurs, Charlotte Hornets, Seattle SuperSonics                                               |
| Devonte Green           | Dobóhátvéd | Atomerőmű SE                                               | 2022                            | Danny Green             | Báty         | Cleveland Cavaliers, San Antonio Spurs, Toronto Raptors, Los Angeles Lakers, Philadelphia 76ers, Memphis Grizzlies                              |
| Rahlir Hollis-Jefferson | Bedobó     | OSE LIONS                                                  | 2023                            | Rondae Hollis-Jefferson | Öcs          | Brooklyn Nets, Toronto Raptors, Portland Trail Blazers                                                                                          |
| Trey McGowens           | Dobóhátvéd | Zalakerámia ZTE KK                                         | 2024-                           | Bryce McGowens          | Öcs          | Charlotte Hornets, Portland TrailBlazers |

## Egyéb összefonódások
Lance Blanks játékosként is megfordult az NBA-ben és az NB I-ben egyaránt, de edzőként, sportvezetőként is jelentős karriert futott be. 2000-től a San Antonio Spurs játékosmegfigyelője volt, 2005 és 2010 között a Cleveland Cavaliers segédedzőjeként dolgozott, majd 2010 és 2013 között a Phoenix Suns általános igazgatójaként (General Manager) vált ismertté.
Az 1999-00-ben a Falco csapatában játszó Kaha Sengelija fia, Tornike Sengelija 2013-14-ben játszott az NBA-ben. Kaha Sengelija később a Georgiai Kosárlabda-szövetség alelnöke és georgiai parlamenti képviselő is volt.
Ronald Nunnery 2000-01-ben a Klíma-Vill Purina Kaposvári KK játékosa volt, a csapattal magyar bajnok lett. Később tagja volt a Harlem Globetrotters kosárlabda-showcsapatnak, csakúgy, mint Lorenzo Coleman, akit nem választották ki az 1997-es NBA Drafton, de az ősz folyamán a Boston Celtics edzőtábor-szerződést adott neki. Október 21-én, tíz nappal a szezon első mérkőzése előtt szerződését felbontották. Coleman 2000-ben a Falco KC centere volt.
Az egyetlen magyar játékos, akit az NBA-drafton kiválasztottak, Hanga Ádám, akinek a játékjogát a 2011-es játékosbörzén a San Antonio Spurs az 59. helyen választotta, de a sportoló később nem lépett pályára a ligában.
Robert Reid 1977 és 1991 között négy csapatban összesen 919 NBA-mérkőzésen lépett pályára. 2004-05-ben a Debreceni Vadkakasok vezetőedzője volt.
Jeremy Wise 2012-13-ban a Soproni KC kosárlabdázója volt, 2014 őszét a Marso-Nyíregyháza KK színeiben töltötte, 2015 januárjában pedig az Atomerőmű SE szerződtette, ahol a szezon végéig játszott. Wise 2011 december 9-én szerződést kapott a Miami Heat csapatától, amely tíz nappal később felbontotta a kontraktust.
Tarik Phillip 2017-18-ban a Szolnoki Olajbányász KK játékosa volt. 2019 áprilisában, az alapszakasz utolsó napján szerződést kapott a Washington Wizardstól, de végül nem lépett pályára NBA-mérkőzésen.
Az Alba Fehérvár csapatában 2018-ban játszó Sir'Dominic Pointer 2020. március 5-én tíznapos szerződést kapott az őt korábban draftoló Cleveland Cavalierstől, de a koronavírus-járvány miatt az NBA küzdelmeit március 11-én felfüggesztették. A hátvéd szerződése ekkor még élt, de alapszakasz-mérkőzésen addig nem lépett pályára.
Az Atomerőmű SE-be 2023 novemberében szerződő Kenny Wooten 2020 januárjában úgynevezett "two-way" kontraktust írt alá a New York Knicks-nél, amit ugyan csak a Covid-19 járvány miatt később kezdődő 2020-21-es idény előtt mintegy egy hónappal bontottak fel, de Wooten nem mutatkozott be az NBA-ben. Még mielőtt a two-way szerződés érvénytelenné vált volna, a Houston Rockets magához láncolta (lehívta waiverről), de hat nappal az idény kezdete előtt ők is lemondtak róla.
A dominikai felmenőkkel is rendelkező, de Magyarországon felnőtt Valerio-Bodon Vincent 2023-ban a nyári liga idejére szerződést kapott a Boston Celtics csapatától, amelynek színeiben végül egy alkalommal lépett pályára. Ezt követően a Los Angeles Lakers együttese szerződtette a szezont megelőző edzőtábor idejére. Az NBA alapszakaszára vonatkozó kontraktust nem kapott, a 2023-24-es idényt a Los Angeles Lakers fejlesztőligás csapatánál, a South Bay Lakers-nél töltötte el. Bodon-Vincent 2024 nyarára a Lakerstől nyári ligás szerződést kapott, majd az edzőtáborra szóló E10-kontraktust írt alá, de néhány nappal később ezt felbontották, majd az idényt újra a South Bay Lakers-nél kezdte meg.